# Tunes (ep)
Tunes er en ep med Nephew udgivet i 1998. Det er en demoplade, der derfor ikke kan købes i butikker. Den blev udgivet i 500 eksemplarer og findes kun i privat eje.

## Spor
1. "The Factory"
2. "Sailor's Tale"
3. "The Lost Ones"
4. "Winterfriend"
5. "How It Feels to Be a Man"
6. "Take on Me" (A-ha-cover)